# Protomognathus americanus
Protomognathus americanus är en myrart som först beskrevs av Carlo Emery 1895.  Protomognathus americanus ingår i släktet Protomognathus och familjen myror. IUCN kategoriserar arten globalt som sårbar. Inga underarter finns listade i Catalogue of Life.

## Bildgalleri

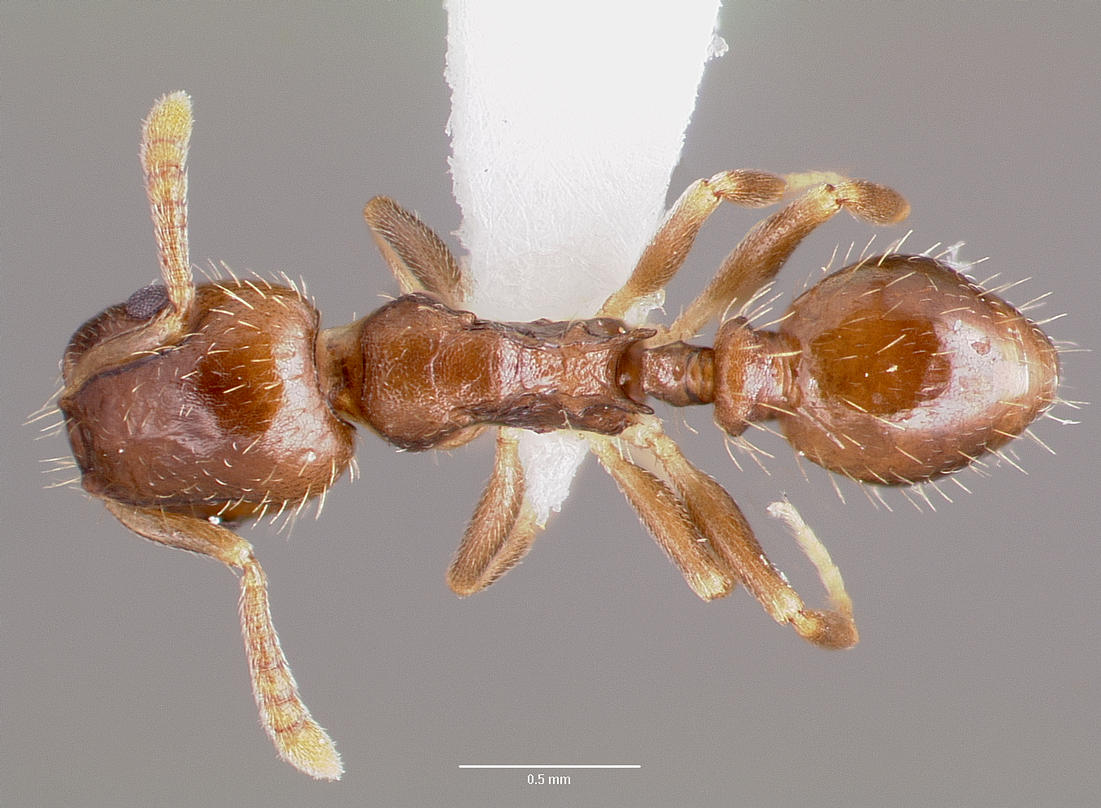
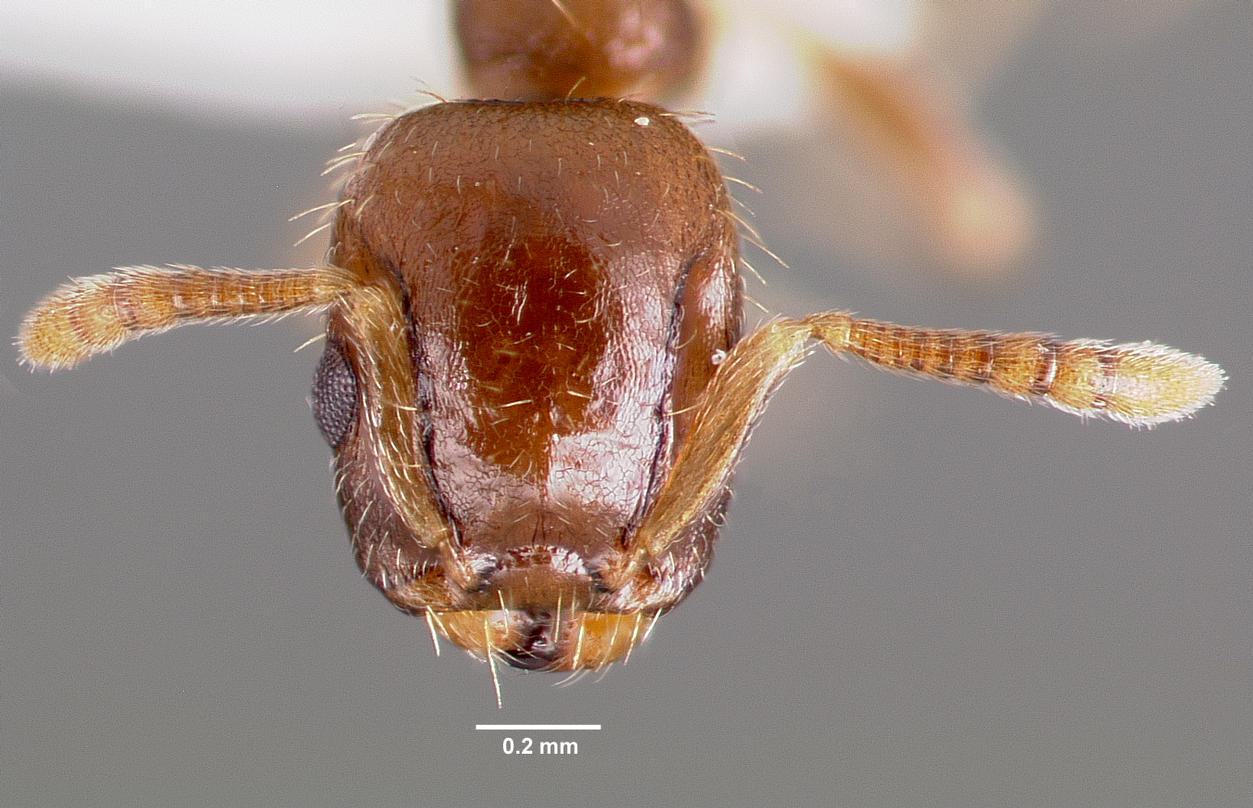
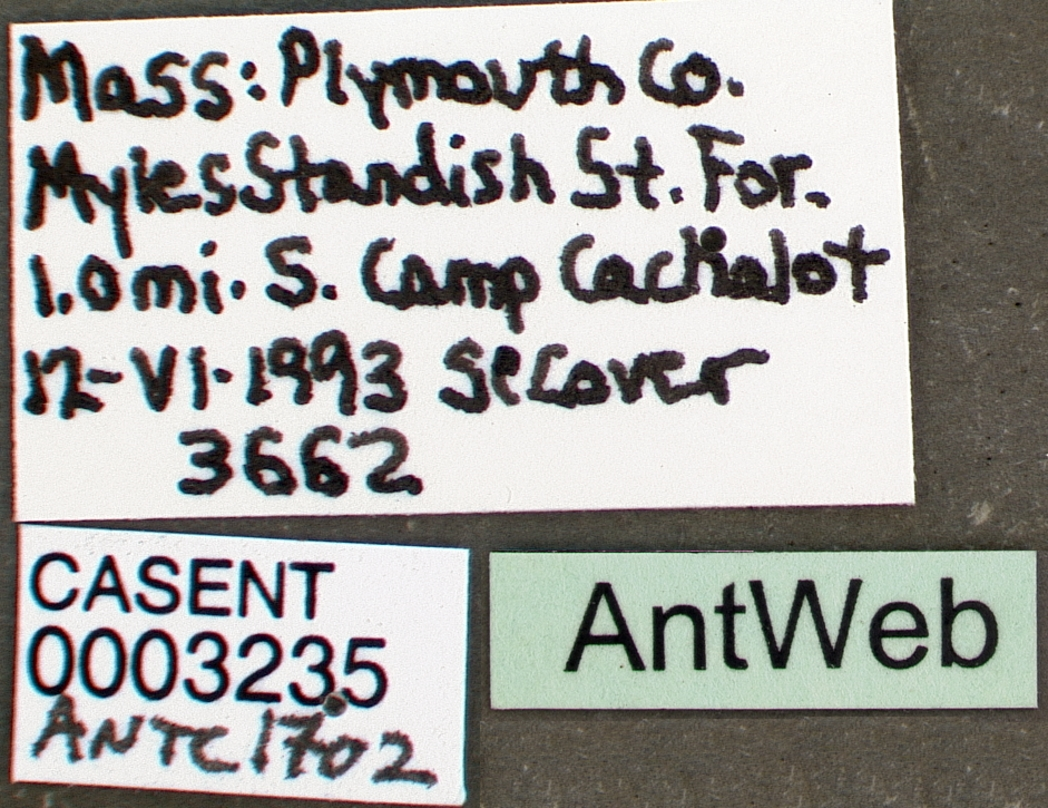
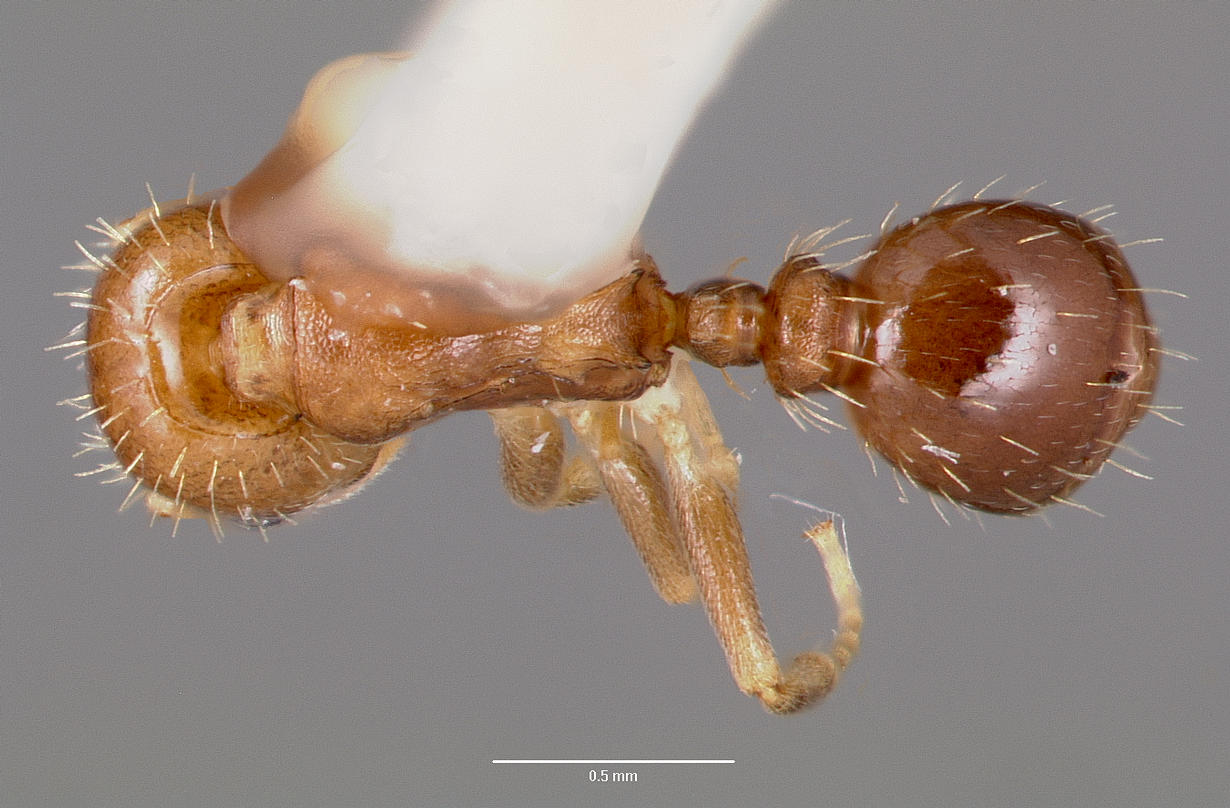
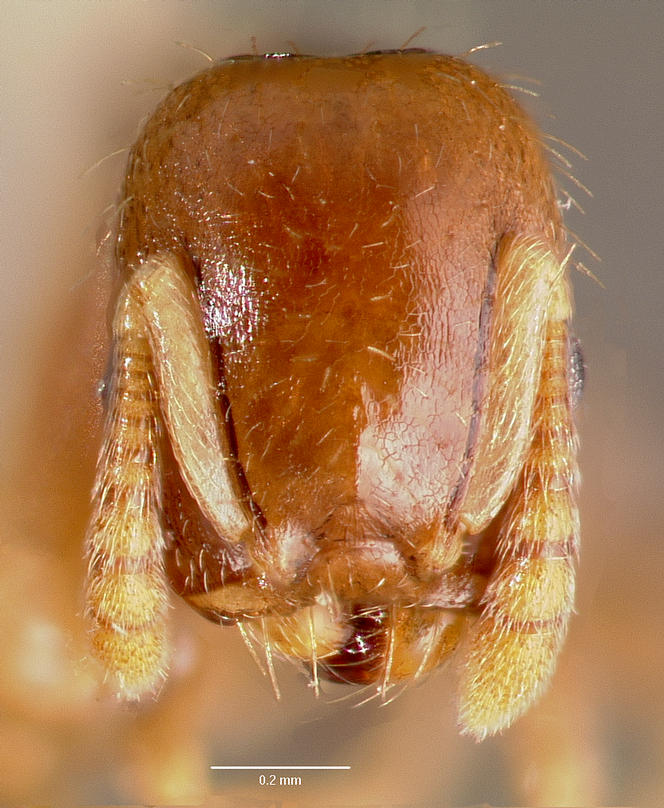
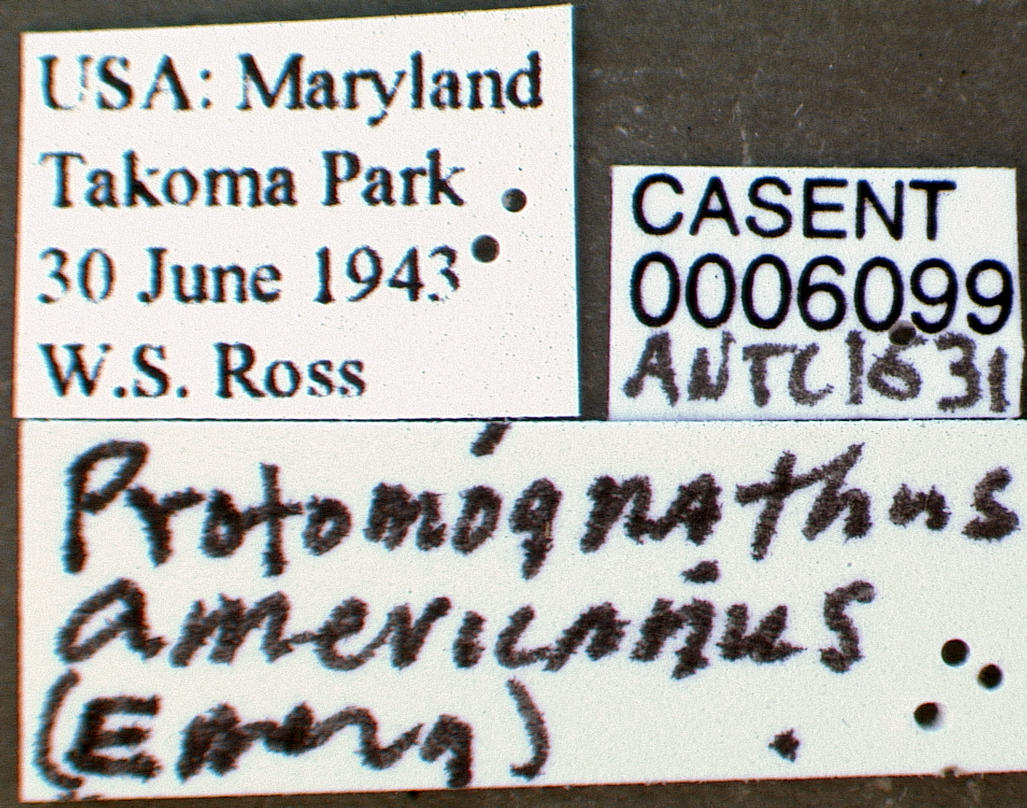